# Strade Bianche 2016
La Strade Bianche 2016 fou la desena edició de la Strade Bianche. La cursa formava part de l'UCI Europa Tour 2016 amb una categoria 1.HC i es disputà el 5 de març de 2016 sobre un recorregut de 176 quilòmetres, amb inici i final a Siena, seguint carreteres, però també les anomenades strade bianche, pistes forestals.
El vencedor final fou el suís Fabian Cancellara (Trek-Segafredo), que s'imposà en els darrers metres a Zdeněk Štybar (Etixx-Quick Step), vencedor el 2015. Gianluca Brambilla (Etixx-Quick Step), que havia començat el darrer quilòmetre amb uns metres d'avantatge sobre un trio perseguidor acabà tercer a 4" de Cancellara. Peter Sagan (Team Tinkoff), el darrer dels components del grup capdavanter, no pogué seguir el ritme en aquesta ascensió final i acabà quart, a 13" del vencedor.

## Recorregut
Per primera vegada la cursa surt de la ciutat de Siena, de la Fortezza Medicea i com és tradició finalitza a la Piazza del Campo, per una distància de 176 km, 24 menys que el 2015. Seran quasi 53 km de strade bianche, pistes forestals, dividits en nou sectors.
El recorregut és molt trenca-cames, amb nombroses pujades i baixades i revolts marcats. Dues són les principals ascensions sobre asfalt: el Passo del Rospatoio, amb prop de 5 km al 5% de desnivell i l'ascensió a Montalcino, una pujada de 4 km al 5%. A dos quilòmetres per l'arribada hi ha la darrera ascensió, a la porta de Fontebranda, amb desnivells del 9% al 10%, i un punt màxim a la via de Santa Caterina (16%) a 500 metres de l'arribada, a la Piazza del Campo.

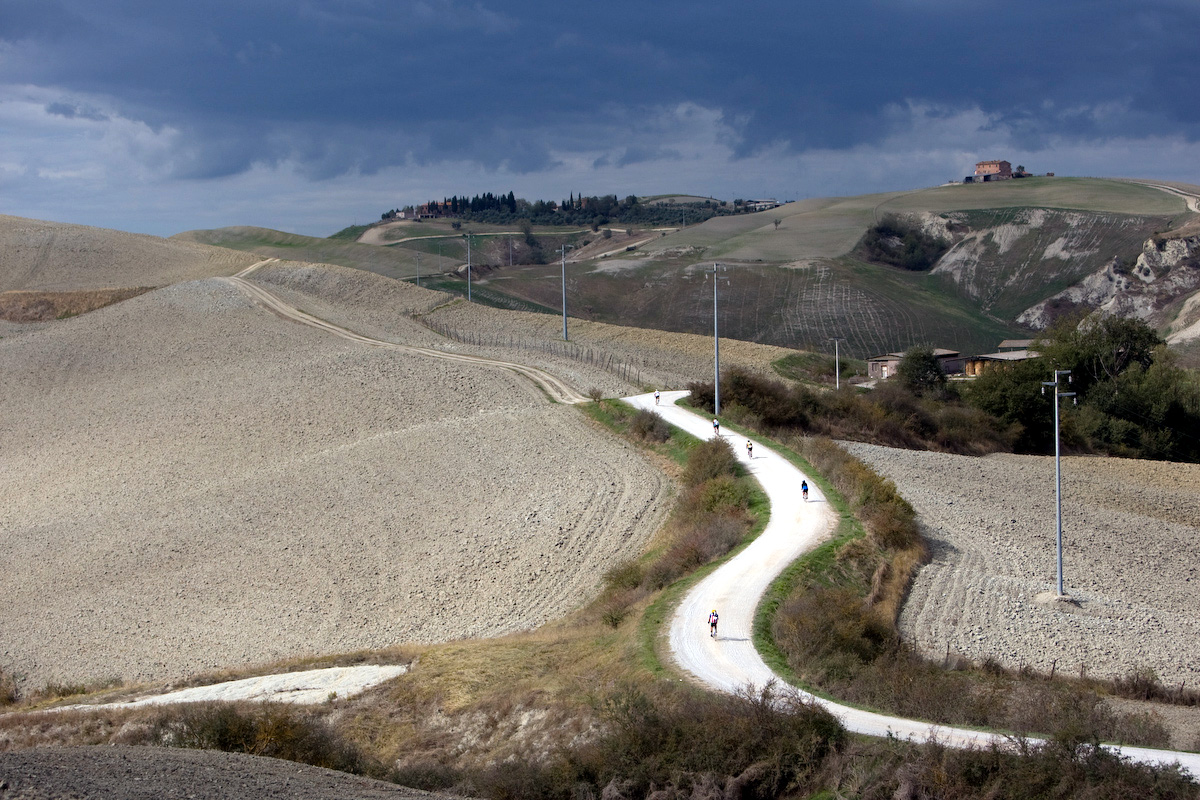
Un tram de strade bianche fotografiat durant l'"Eroica".

Sectors de strade bianche
| Sector Núm. | Nom                   | Quilòmetres         | Llargada (km) | Categoria         |
| ----------- | --------------------- | ------------------- | ------------- | ----------------- |
| 1           | Vidritta              | del 11,1 al 13,1    | 2,1           | *                 |
| 2           | Str. Com. di Murlo    | del 39,8 al 45,8    | 5,5           | *                 |
| 3           | Lucignano d'Asso      | del km 67,8 al 79,7 | 11,9          | * · * · *         |
| 4           | Pieve a Salti         | del 80,6 al 90,2    | 8             | [..]              |
| 5           | San Martino in Grania | del 103,6 al 113    | 9,5           | [..]              |
| 6           | Monte Sante Marie     | del 122 al 133,4    | 11,5          | * · * · * · * · * |
| 7           | Monteaperti           | del 151,7 al 152,5  | 0,8           | *                 |
| 8           | Colle Pinzuto         | del 156,6 al 159    | 2,4           | * · * · * · *     |
| 9           | Le Tolfe              | del 162,7 al 164    | 1,1           | * · * · *         |

## Equips participants
Divuit foren els equips que hi prengueren part, dotze amb llicència UCI World Tour i sis equips professionals continentals.
| Núm.  | Codi | Equip                       |
| ----- | ---- | --------------------------- |
| 1-8   | EQS  | Etixx-Quick Step            |
| 11-18 | ALM  | AG2R La Mondiale            |
| 21-28 | AND  | Androni Giocattoli-Sidermec |
| 31-38 | AST  | Astana Pro Team             |
| 41-48 | BAR  | Bardiani-CSF                |
| 51-58 | BMC  | BMC Racing Team             |
| 61-68 | CCC  | CCC Sprandi Polkowice       |
| 71-78 | LAM  | Lampre-Merida               |
| 81-88 | LTS  | Lotto-Soudal                |

| Núm.    | Codi | Equip               |
| ------- | ---- | ------------------- |
| 91-98   | MOV  | Movistar Team       |
| 101-108 | NIP  | Nippo-Vini Fantini  |
| 111-118 | OGE  | Orica-GreenEDGE     |
| 121-128 | STH  | Southeast-Venezuela |
| 131-138 | TLJ  | Team LottoNL-Jumbo  |
| 141-148 | TNN  | Team Novo Nordisk   |
| 151-158 | SKY  | Team Sky            |
| 161-168 | TNK  | Team Tinkoff        |
| 171-178 | TFR  | Trek-Segafredo      |

## Favorits
El vencedor de l'anterior edició, el txec Zdeněk Štybar, és un dels grans favorits a la victòria final. El campió del món Peter Sagan, segon el 2013 i 2014, i el dues vegades vencedor Fabian Cancellara són els principals favorits a la victòria final de la Strade Bianche. Altres ciclistes a tenir un paper destacat són Vincenzo Nibali, Alejandro Valverde i Greg Van Avermaet.

## Classificació final
| Pos. | Ciclista                   | Equip            | Temps       |
| ---- | -------------------------- | ---------------- | ----------- |
| 1    | Fabian Cancellara (SUI)    | Trek-Segafredo   | 4h 39'm 35" |
| 2    | Zdeněk Štybar (CZE)        | Etixx-Quick Step | m. t.       |
| 3    | Gianluca Brambilla (ITA)   | Etixx-Quick Step | + 4"        |
| 4    | Peter Sagan (SLO)          | Team Tinkoff     | + 13"       |
| 5    | Petr Vakoc (CZE)           | Etixx-Quick Step | + 34"       |
| 6    | Greg Van Avermaet (BEL)    | BMC Racing Team  | + 37"       |
| 7    | Diego Ulissi (ITA)         | Lampre-Merida    | + 41"       |
| 8    | Tiesj Benoot (BEL)         | Lotto Soudal     | + 41"       |
| 9    | Lars Petter Nordhaug (NOR) | Team Sky         | + 41"       |
| 10   | Alejandro Valverde (ESP)   | Movistar Team    | + 50"       |